# خلية أفقية شبكية
خلية أفقية شبكية (بالإنجليزية: Retina horizontal cell)‏ هي أحد خلايا العين في الشبكية وتنتمي لعائلة الخلايا العصبونية. تعرف هذه الخلية بانها خلية عصبية مترابطة أفقيا وتتكون من أجسام الخلايا في الطبقة النووية الداخلية لشبكية العين من الفقاريات العينين. تساعد هذه الخلية على دمج وتنظيم المدخلات من عدة خلايا مستقبلة للضوء. ومن بين وظائفها، أنها المسؤولة عن السماح للعيون بالضبط والمعرفة بشكل جيد في ظروف الضوء الساطع والخافت.
يوجد أربعة أنواع من الخلايا العصبية للشبكية وهي خلايا القطبين، خلايا العصبون، الخلايا الأفقية وخلايا عديمة الاستطالات

## الأنواع
هناك ثلاثة أنواع أساسية من الخلايا الانتقائية، المعينHI ، HII وHIII. يوجد واحد من الأنواع الثلاثة مخروطية.

## الوظيفة
شبكية العين عبارة عن مجموعة أنسجة مكونة من عشر طبقات، الجزء الخارجي منها عبارة عن خلايا صبغية... أما الطبقة الداخلية منها فهي عبارة عن مجموعة مستقبلات شديدة الحساسية متصلة بالألياف العصبية التي تتجمع معاً لتكون العصب البصري الذي ينتهي بالقشرة البصرية في الجزء الخلفي للمخ.
ترجمة الصور الضوئية إلى إشارات عصبية: حيث إذا تعرض الإنسان لأشعة الشمس لفترات طويلة فإن ذلك يؤدي إلى اسمرار بشرته، أي أن خلاياه الصبغية تتفاعل مع التعرض لضوء الشمس وتتحرك من جميع أجزاء الجسم لتقبع تحت الجلد مباشرة مما يسبب اسمرار البشرة.
عندما تسقط حزم الأشعة الضوئية الصادرة من جسم مرئي على العين فإنها تتجمع بواسطة قرنية العين الشفافة وعدسة العين الشفافة على الشبكية، حيث تتكون صورة مقلوبة للجسم المرئي على النقطة المركزية للشبكية والتي تسمى «البقعة - macula» التي يتركز فيها أكبر عدد من الخلايا الصبغية. يحدث ذلك التجمع تغيرات كيميائية تؤدي الي افراز مادة «الرودوبسين» والتي يدخل في تكوينها «فيتامين أ».
وتدخل هذه المادة في تفاعلات متعددة ينتج عنها إفراز مواد كيميائية أخرى مسئولة عن توصيل إشارة كيميائية إلى المستقبلات العصبية الموجودة في الشبكية....ويعني ذلك تحويل الضوء إلى إشارة عصبية.
والواقع أن هذه المستقبلات العصبية عبارة عن نوعين من الخلايا الموجودة بالشبكية.
النوع الأول: هي الخلايا المخروطية " Cones" وعددها حوالي ستة ملايين خلية تتمركز أساساً في الجزء الأوسط من الشبكية.
ويؤدي ازدياد كثافة هذا النوع من الخلايا في هذه المنطقة من الشبكية إلى شدة وضوح الصورة المرئية بكافة تفاصيلها الدقيقة أي الرؤية المركزية الواضحة.
وعلى سبيل المثال إذا أبصر شخص ما شخصاً آخر في وسط مجموعة من الأشخاص، فإنه يستطيع على وجه الدقة أن يحدد ملامحه مثل لون شعره وطوله... إلخ بينما يرى مجموعة الأشخاص الآخرين الموجودين في مجال إبصاره ولكن ليس بنفس الدقة إلا إذا دقق بصره تجاههم أي نظر إليهم بالمنطقة المركزية من الشبكية.
والنوع الثاني: من الخلايا هي الخلايا العامودية (Rods) وعددها 120 مليون خلية موزعة على جميع أنحاء الشبكية، ولكن تزداد كثافتها في أطراف الشبكية لتكون ما يسمى بمجال الإبصار (Field of vision) أي الماسحة أو العمق الذي يستطيع الإنسان أن يراه عندما يتجه ببصره نحو الأمام.
وبصورة عامة فإن الخلايا المخروطية هي المسئولة عن الرؤية الواضحة والرؤية النهارية، بينما الخلايا العامودية فهي مسئولة عن الرؤية الليلية والرؤية الطرفية أي في أطراف المجال البصري.

## وصلات إضافية
- Webvision: Horizontal Cell
- NIF Search - Horizontal Cell via the Neuroscience Information Framework